# André Rançon
Laurent Raoul Ferdinand Moïse André Rançon (Vars, Charente, 13 octobre 1858 - Pondichéry, 25 novembre 1900)  est un médecin et explorateur français.

## Biographie
Médecin des colonies dès 1880, il vit une dizaine d'années au Sénégal où il effectue plusieurs missions scientifiques dans le Sine Saloum, le Bélédougou et le Bambouk.
En 1891, il est chargé par le ministère de l'Instruction Publique et l'administration des colonies, d'une expédition en haute Gambie pour y étudier la topographie, la faune et la flore. Il part ainsi de Saint-Louis en mai et atteint Bakel. Il s'enfonce ensuite en direction de la haute vallée de la Gambie, traverse la Falémé, le Bambouk et franchit les collines de Tambaoura, atteignant le haut Sénégal entre Kayes et Bafoulabé (février 1892).
Il est le premier explorateur (européen) du Konaguié.
Lors de ce voyage, Rançon découvre la gutta-percha et le kinkeliba, un arbre dont l'écorce produit un puissant fébrifuge. Il établit une flore complète de la haute Gambie,.
Il est secrétaire adjoint de la Société de géographie commerciale de Bordeaux, poste qu'il doit quitter en 1896 quand il est envoyé à Madagascar comme médecin principal des colonies.
Médecin de 1re classe en 1889, placé hors cadre en 1895, médecin en chef des colonies (nommé en 1896), chevalier de la Légion d'honneur (9 janvier 1894), il meurt des fièvres à Pondichéry alors qu'il se préparait à rejoindre sa famille en France.

## Travaux
- [1893] « Les Aliénés voyageurs. Épilepsie et manie de la marche chez un noir », Bulletin de la Société Médicale Des Hôpitaux de Paris,‎ 1893, p. 81-93 (lire en ligne [sur books.google.fr]).
- [1894] Le Bondou, étude de géographie et d'histoire soudaniennes de 1861 à nos jours, Bordeaux, impr. G. Gounouilhou, coll. « Bulletin de la Société de géographie commerciale de Bordeaux » (no 15 p. 433-463 ; no 16 p. 465-484 ; nos 17-18 p. 497-548 ; no 20 p. 561-591 ; no 21 p. 593-623 ; et no 22 p. 625-647), 1894, 693 p. (ASIN B001BTW6GU).
- [1894] Dans la Haute-Gambie - Voyage d'exploration scientifique - 1891-1892 (dédié à Éd. Heckel), Paris, Société d'éditions scientifiques, coll. « Annales de l'Institut colonial de Marseille » (no 2), 1894 (réimpr. 2019]), 592 p. (lire en ligne [sur biodiversitylibrary.org]).
- [1895] Étude de botanique exotique. La flore utile du bassin de la Gambie (dédié à Éd. Heckel), Bordeaux, impr. G. Gounouilhou, coll. « Bulletin de la Société de géographie commerciale de Bordeaux » (no 14 p. 324-338 ; nos 15-16 p. 353-382 ; nos 17-18 p. 385-410 ; n° 19 p. 417-442 ; n° 23 p. 545-558), 1895, 159 p. (lire en ligne [sur gallica]).